# Apostolischer Nuntius in Frankreich

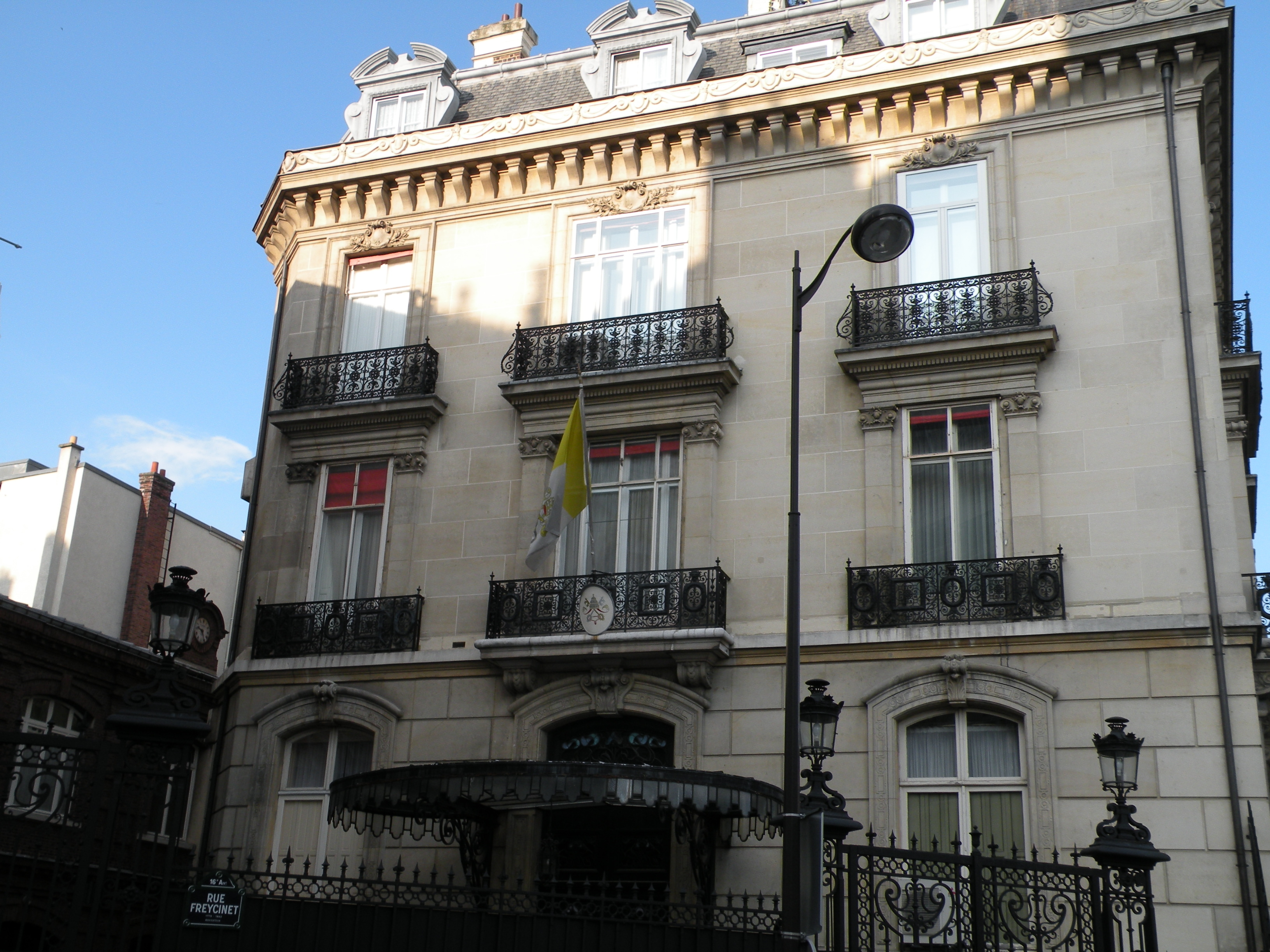
Fassade der Apostolischen Nuntiatur in Paris

Der Apostolische Nuntius in Frankreich ist der ständige Vertreter des Heiligen Stuhles (also des Papstes als Völkerrechtssubjekt) bei der Regierung des Staates Frankreich.

## Geschichte der Nuntiatur
Nach Ausbruch der Französischen Revolution 1789 musste Nuntius Antonio Dugnani zwei Jahre später Frankreich verlassen. Während der Revolution und der Herrschaft Napoleon Bonapartes hatte der Heilige Stuhl keinen Botschafter in Frankreich, die Nuntiatur wurde erst 1819 nach Verhandlungen zwischen Papst Pius VII. und König Ludwig XVIII. wiedererrichtet.
Das frühe 20. Jahrhundert war durch starke Spannungen zwischen dem französischen Staat und der Kirche gekennzeichnet. Die scharfe Verurteilung des Laizismus durch Papst Pius X. führte zum Einfrieren der Beziehungen. Nach dem Ersten Weltkrieg wurden die Beziehungen wieder aufgenommen und verbesserten sich insbesondere während der Präsidentschaft von Charles de Gaulle.

## Verzeichnis der Nuntien Frankreich seit 1773
- 1773–1785 Giuseppe Maria Doria Pamphilj
- 1785–1790 Antonio Dugnani
- 1817–1819 Carlo Zen
- 1819–1826 Vincenzo Macchi
- 1826–1831 Luigi Lambruschini
- 1836–1842 Pietro Antonio Garibaldi
- 1842–1850 Raffaele Fornari
- 1850–1853 Pietro Antonio Garibaldi
- 1853–1861 Carlo Sacconi
- 1861–1873 Flavio Chigi
- 1874–1879 Pier Francesco Meglia
- 1879–1882 Włodzimierz Czacki
- 1882–1887 Camillo Siciliano di Rende
- 1887–1891 Luigi Rotelli
- 1891–1896 Domenico Ferrata
- 1896–1899 Eugenio Clari
- 1899–1904 Benedetto Lorenzelli
- 1921–1925 Bonaventura Cerretti
- 1926–1935 Luigi Maglione
- 1936–1944 Valerio Valeri
- 1944–1953 Angelo Giuseppe Roncalli (der spätere Papst Johannes XXIII.)
- 1953–1959 Paolo Marella
- 1960–1969 Paolo Bertoli
- 1969–1979 Egano Righi-Lambertini
- 1979–1988 Angelo Felici
- 1988–1995 Lorenzo Antonetti
- 1995–1999 Mario Tagliaferri
- 1999–2009 Fortunato Baldelli
- 2009–2019 Luigi Ventura
- seit 2020 Celestino Migliore